# Мзетамзе
Мзетамзе (груз. მზეთამზე) — село в Грузии, на территории Боржомского муниципалитета края (мхаре) Самцхе-Джавахети.

## География
Село находится на юге центральной части Грузии, на левом берегу реки Гуджаретисцкали, на расстоянии 10 километров (по прямой) к юго-востоку от города Боржоми, административного центра муниципалитета. Абсолютная высота — 1240 метров над уровнем моря.

## Население
По результатам официальной переписи населения 2014 года, в Мзетамзе проживало 346 человек (168 мужчин и 178 женщин). В национальной структуре населения грузины составляли 100 %.
| Год  | Население, человек |
| ---- | ------------------ |
| 2002 | 380                |
| 2014 | ↘ 346              |